# Ичке-Джергез
Ичке-Джергез (кирг. Ичке-Жергез) — село в Ак-Суйском районе Иссык-Кульской области Кыргызстана. Входит в состав Нововознесеновского аильного округа. Код СОАТЕ — 41702 205 825 03 0.

## Население
По данным переписи 2009 года, в селе проживало 1913 человек.

## Галерея

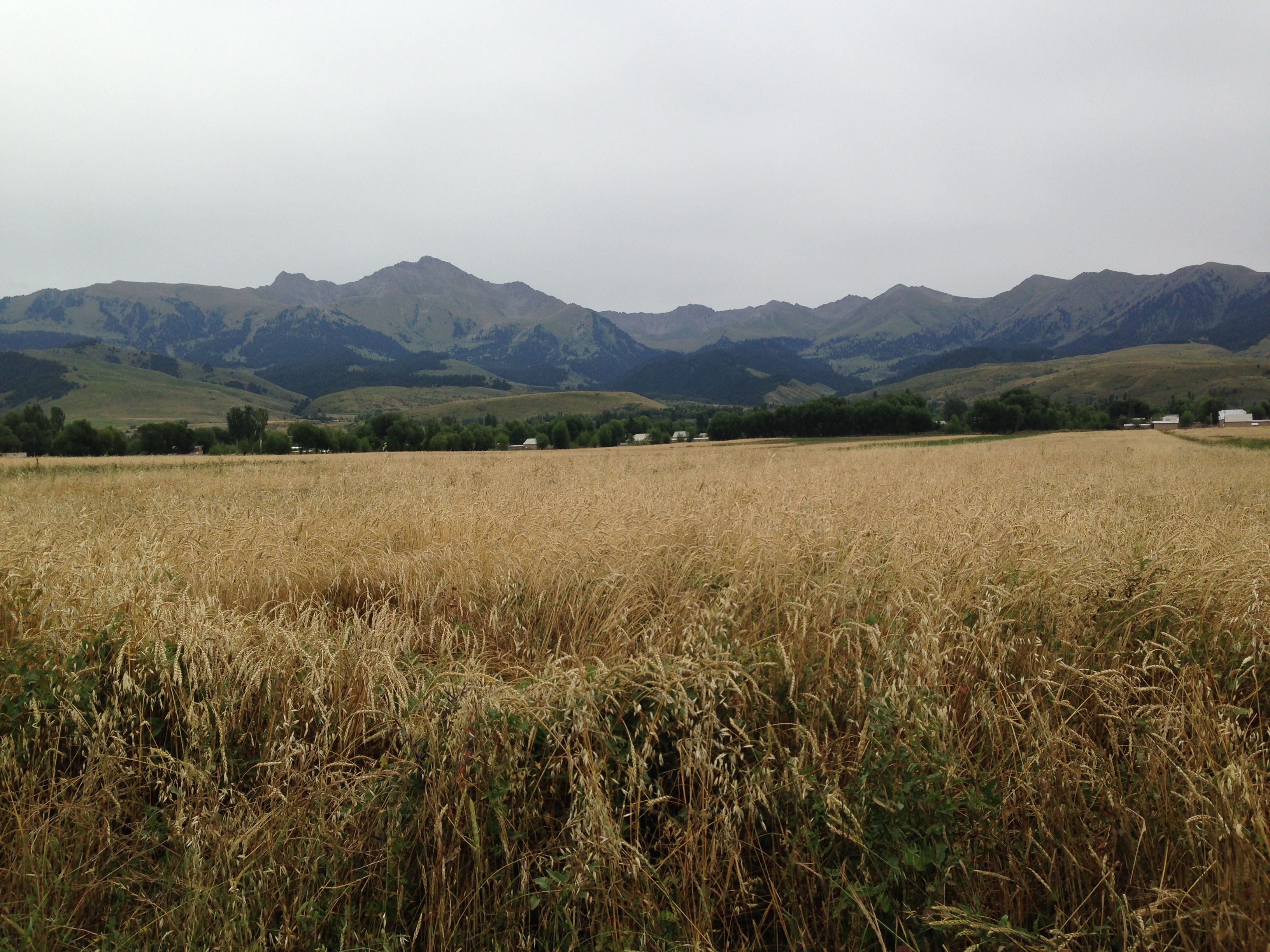
Вид на горы у подножья которых расположено село Ичке - Джергез

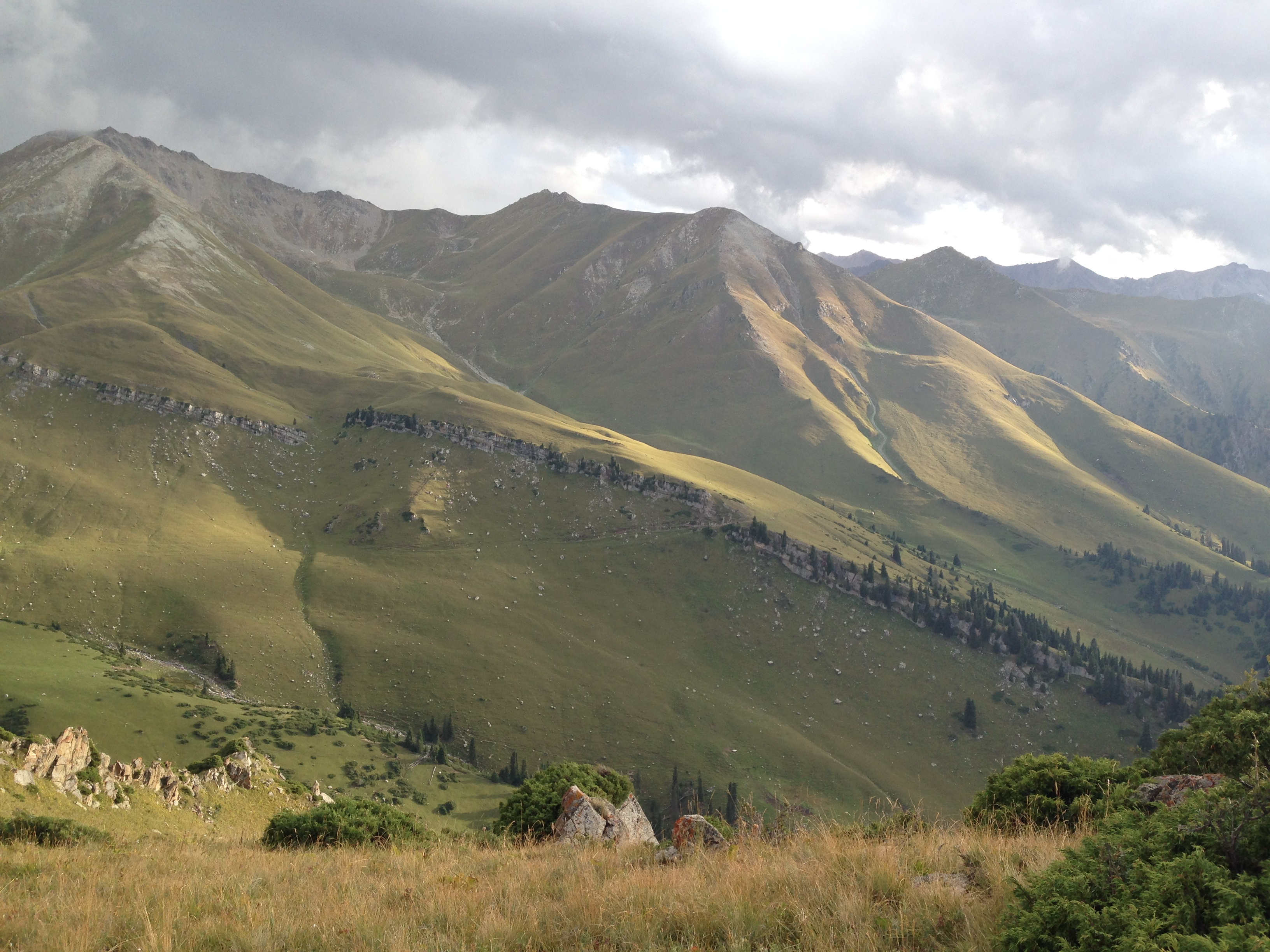
Вид на горы у села Ичке - Джергез

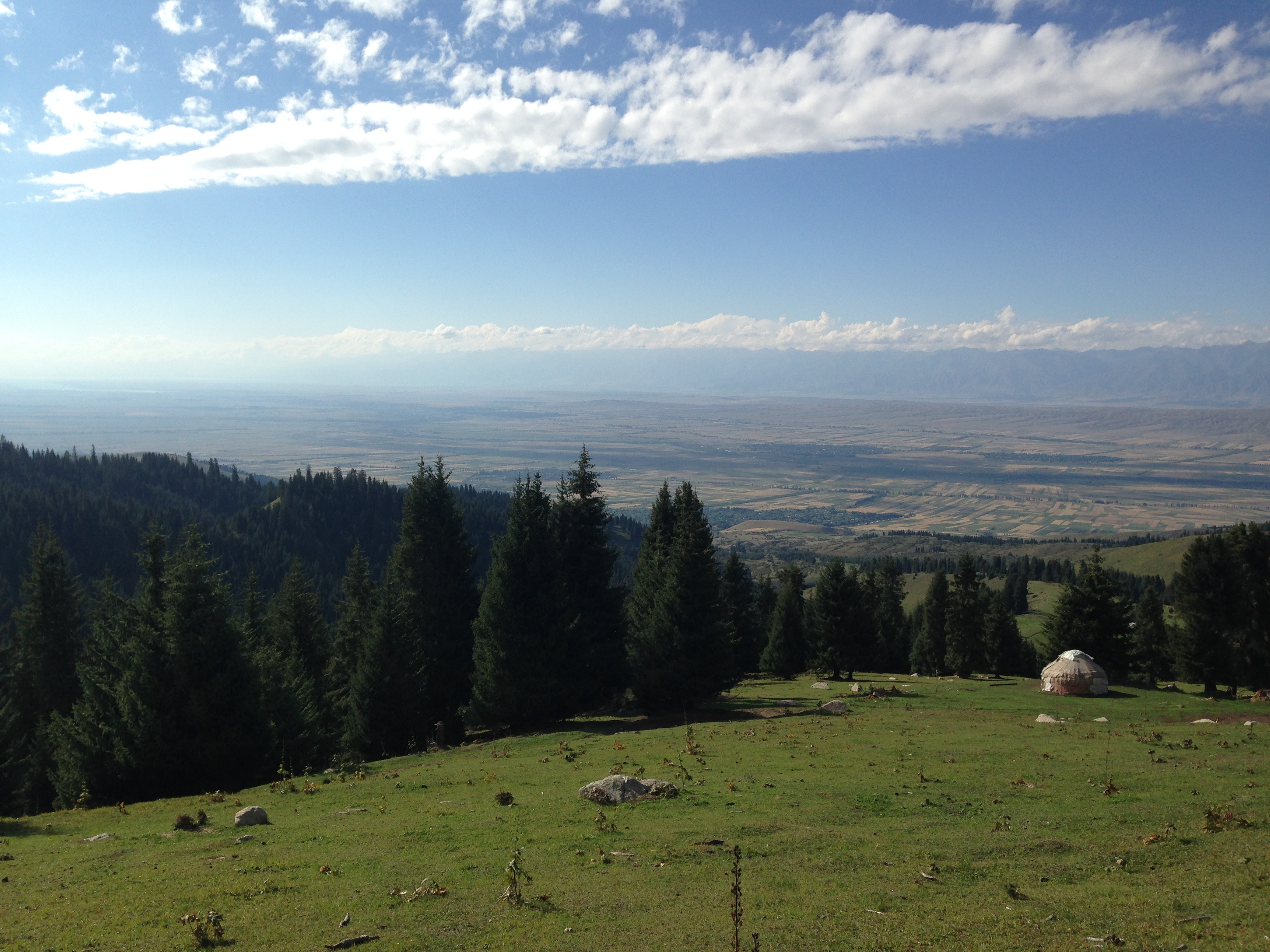
Вид с джайлоо на село у подножья гор